# Jandar, Syria
Jandar (tiếng Ả Rập: جندر, cũng đánh vần là JWiki) là một ngôi làng ở miền trung Syria, một phần hành chính của Tỉnh Homs, nằm cách Homs 30 km về phía nam. Các địa phương gần đó bao gồm al-Qusayr ở phía tây, Shamsin ở phía bắc, Dardaghan ở phía đông và Hisyah ở phía nam. Theo Cục Thống kê Trung ương Syria (CBS), Jandar có dân số 3,423 trong cuộc điều tra dân số năm 2004.
Năm 2008, nhà máy đường đầu tiên của Syria được xây dựng ở Jandar. Nhà máy lọc dầu là một dự án chung trị giá 100 triệu USD giữa doanh nhân Syria Najib Assaf, SugarInvest thuộc sở hữu của chính phủ, Cargill đa quốc gia, công ty Brazil Crystalsev và Tập đoàn Wellington có trụ sở tại Dubai. Một nhà máy điện khí tự nhiên được đặt tại Jandar. Khu nghỉ mát Jandar, khu nghỉ mát lớn nhất nước này cũng nằm bên ngoài ngôi làng ở phía đối diện với đường cao tốc chính giữa Homs và Damascus.